# Malú Sierra
Malú Sierra (Santiago, 15 de mayo de 1941) es una activista medioambiental, periodista, reportera, investigadora, entrevistadora y escritora chilena. Estudió en la Universidad de Chile y fue cofundadora y subdirectora de la revista Paula (1967)y cofundadora de la revista Caras (1992), Hoy (1977) y Cosas (1976). Caracterizada por escribir entrevistas y reportajes relacionados con la política latinoamericana y los pueblos originarios de Chile. Desde 1993 integró la organización ciudadana Defensores del Bosque Chileno.

## Biografía
Malú vivió una infancia muy solitaria, lo que la llevó a aprender a leer desde muy temprana edad. La curiosidad y la necesidad por informarse llevaron a que estudiara periodismo en la Universidad de Chile, sin embargo, sus estudios se vieron interrumpidos por la llegada del golpe militar en el año 1973. 
Con la vuelta a la democracia en 1990, Malú se dedicó al periodismo de investigación, principalmente sobre pueblos originarios chilenos, lo que casi llevó a que el Ministerio de Educación en los años 90 considerara incluir en sus planes de estudio su investigación.Tras la derrota contra el Ministerio decidió incurrir en el periodismo político, lo que la llevó a entrevistar algunos presidentes latinoamericanos como Michelle Bachelet, Evo Morales y José Mujica de Uruguay.

## Obras
Malú es escritora de diversos libro-reportajes, relacionado política y mayoritariamente sobre fauna y flora silvestre nativa. Algunos libros fueron, la trilogía Donde Todo es Altar, acerca de las etnias del territorio chileno, una biografía sobre la expresidenta Michelle Bachelet en conjunto con Elizabeth Subercaseaux y Sueños, un caminar al despertar, sobre la doctora Lola Hoffmann.
- Sueños, un camino al despertar (2001)
- Aymara los Hijos del Sol (2001)
- Rapanui. Naufragados del Planeta (2001)
- Un Pueblo sin Estado: Mapuche, Gente de la Tierra
- Michelle (2006), en conjunto con Elizabeth Subercaseaux
- Evo. Despertar Indígena (2007), en conjunto con Elizabeth Subercaseaux
- El Vuelo de Niyaz (2010)
- Mujica Ligero de Equipaje (2013)
- Isabella y el Elqui (2018)
- Soy El Que Soy (2020)
- Los Dueños del Aire (2022)

## Hitos
Malú Sierra logró entrevistar al presidente de Uruguay, José Mujica, donde cuenta cómo hizo para no volverse loco durante los 14 años que pasó en la cárcel. También a la ex presidenta Michelle Bachelet antes que tomara el mandato por primera vez. La biografía repasa desde la infancia de la presidenta, su turbulenta adolescencia marcada por el asesinato de su padre a manos de la dictadura militar y su llegada a la presidencia. Evo Morales, siendo el primer indígena en gobernar América del Sur. Y por último, ayudó a relatar la biografía del dictador chileno Augusto Pinochet. 
En 1992, publicó su libro Gente de la Tierraque recibió objeciones por parte del Ministerio de Educación por ser un libro polémico y un ejemplo de periodismo apologético en favor a la posición indígena, obligando al lector a adoptar una posición frente a cuestionamientos centrales. La editorial Zig Zag tuvo que dar de baja la obra en los colegios.  
Ha sido defensora abiertamente de la eutanasia,haciendo reflexión sobre la vejez y la muerte. Todo empezó cuando vio a su hermana agonizar por meses y el suicidio de su padre. Escribió una carta de reflexión en El Mercurio de los últimos días de su hermana, para expresar el llamado al suicidio consentido.

## Premios
En el año 1975 Malú Sierra ganó el premio Helena Rubinstein de Periodismo.